# Cinquemilaquarantatre
Cinquemilaquarantatre је студијски албум италијанске певачице Мине, објављен 1972. године.

## Списак пјесама
| №               | Назив                                                                      | Трајање |  |
| 1.              | Fiume azzurro                                                              | 3:57    |  |
| 2.              | Vorrei averti nonostante tutto                                             | 4:36    |  |
| 3.              | Io ti amavo quando (You’ve Got a Friend)                                   | 4:20    |  |
| 4.              | È proprio cosi, son io che canto (Hey, Mister That's Me Upon the Juke Box) | 3:35    |  |
| 5.              | Suoneranno le sei (Balada para mi muerte)                                  | 3:55    |  |
| Укупно трајање: | Укупно трајање:                                                            | 20:23   |  |

| №               | Назив               | Трајање |  |
| 1.              | Le mani sui fianchi | 2:55    |  |
| 2.              | La mia carrozza     | 3:52    |  |
| 3.              | Cosa penso io di te | 4:13    |  |
| 4.              | Delta Lady          | 2:26    |  |
| 5.              | È mia (Menina)      | 3:47    |  |
| 6.              | Parole parole       | 3:54    |  |
| Укупно трајање: | Укупно трајање:     | 21:07   |  |

## Позиције на листама
| Листа (1972)              | Највиша позиција |
| ------------------------- | ---------------- |
| Италија (Musica e dischi) | 1                |